# Racing Team Freudenberg
Das Racing Team Freudenberg ist ein Motorsportteam aus dem sächsischen Bischofswerda in der Oberlausitz. Es tritt mit KTM-Motorrädern an. Teamchef ist Carsten Freudenberg, der Sohn des Gründers und Namensgebers Michael Freudenberg.

## Aktuelle Fahrer
- Jeffrey Buis, #6, Niederlande – Supersport 300 Weltmeisterschaft,
- Luis Rammerstorfer, #13, Österreich – IDM Sportbike
- Smilla Göttlich, #24, Deutschland – Northern Talent Cup und ADAC Junior Cup
- Phillip Tonn, #66, Deutschland – Supersport 300 Weltmeisterschaft

## Ehemalige Fahrer
Iñigo Iglesias, Jakob Rosenthaler, Oliver Svendsen, Fabio Sarasino, Ruben Bijman, Lennox Lehmann, Dirk Geiger, Dustin Schneider, Walid Khan, Scott Deroue, Leo Rammerstorfer, Victor Steeman, Maximilian Kappler, Jan-Ole Jähnig, Oliver König, Christian Stange, Tim Georgi, Toni Erhard, Koen Meuffels, Luca Grünwald, Max Enderlein, Karel Hanika, Lukas Trautmann, Matthias Meggle, Jonas Geitner, Jan Bühn, Daniel Kartheininger, Florian Alt, Toni Finsterbusch, Daniel Puffe, Katrin Meyer, Dominique Aegerter

## Erfolge
- 2006 Vizemeister IDM 125 cm³ (Dominique Aegerter)
- 2010 Meister IDM 125 cm³ (Luca Grünwald)
- 2012 Vizemeister IDM 125 cm³ (Toni Finsterbusch)
- 2012 Meister IDM Moto3 (Luca Grünwald)
- 2012 Meister IDM 125 cm³ (Florian Alt)
- 2012 Platz 3 IDM 125 cm³ (Max Enderlein)
- 2013 Vizemeister IDM Moto3 (Jonas Geitner)
- 2013 Platz 3 IDM Moto3 (Karel Hanika)
- 2015 Meister IDM Moto3 Standard (Tim Georgi)
- 2015 Vizemeister IDM Moto3 Standard (Matthias Meggle)
- 2015 Vizemeister IDM Superstock 1000 (Lukas Trautmann)
- 2016 Vizemeister IDM Superstock 1000 (Luca Grünwald)
- 2017 Meister IDM Supersport 300 (Jan-Ole Jähnig)
- 2017 Platz 3 IDM Supersport 600 (Max Enderlein)
- 2018 IDM Supersport 600 (Max Enderlein)
- 2019 Meister IDM Supersport 600 (Max Enderlein)
- 2020 Platz 3 IDM Supersport 600 (Max Enderlein)
- 2020 Meister IDM Supersport 300 (Lennox Lehmann)
- 2021 Meister IDM Supersport 300 (Lennox Lehmann)
- 2022 Vizemeister IDM Supersport 300 (Leo Rammerstorfer)
- 2022 Platz 3 IDM Supersport 300 (Walid Khan)
- 2023 Vizemeister IDM Supersport 300 (Walid Khan)
- 2023 Platz 3 IDM Supersport 300 (Dustin Schneider)
- 2024 Meister IDM Supersport 300 (Oliver Svendsen)
- 2024 Vizemeister IDM Supersport 300 (Ruben Bijman)
- 2024 Platz 3 IDM Supersport 300 (Phillip Tonn)

### Rennsiege Supersport-300-Weltmeisterschaft
|    | Saison | Strecke                | Fahrer         |
| -- | ------ | ---------------------- | -------------- |
| 1  | 2018   | Alcañiz                | Koen Meuffels  |
| 2  | 2018   | Assen                  | Luca Grünwald  |
| 3  | 2021   | Most (Rennen 1)        | Victor Steeman |
| 4  | 2023   | Imola (Rennen 2)       | Dirk Geiger    |
| 5  | 2023   | Most (Rennen 1)        | Lennox Lehmann |
| 6  | 2024   | Barcelona (Rennen 1)   | Jeffrey Buis   |
| 7  | 2024   | Magny-Cours (Rennen 2) | Jeffrey Buis   |
| 8  | 2025   | Portimão (Rennen 1)    | Jeffrey Buis   |
| 9  | 2025   | Assen (Rennen 1)       | Jeffrey Buis   |
| 10 | 2025   | Assen (Rennen 2)       | Jeffrey Buis   |
| 11 | 2025   | Most (Rennen 2)        | Jeffrey Buis   |